# Elisabeth van Denemarken
Elisabeth Caroline-Mathilde Alexandrine Helena Olga Thyra Feodora Estrid Margarethe Désirée prinses van Denemarken (Frederiksberg, 8 mei 1935 — Kongens Lyngby, 19 juni 2018) was een lid van het Deense koningshuis en een volle nicht van koningin Margrethe II van Denemarken.

## Koninklijke familie
Prinses Elisabeth werd geboren op 8 mei 1935 op Amalievej 6-8 te Frederiksberg als het oudste kind van prins Knud (een zoon van koning Christiaan X) en prinses Caroline-Mathilde (een dochter van Harald van Denemarken). Hierdoor was ze van beide kanten een achterkleindochter van koning Frederik VIII.
Zij was bij haar overlijden twaalfde in de lijn van troonopvolging in Denemarken. Haar jongere broers Ingolf en Christian stonden boven haar in de lijn. Sinds 5 juni 1953 waren als consequentie van de Salische Wet weliswaar vrouwen toegelaten tot de troonopvolging, maar mannen hadden voorrang. Doordat beide broers door het sluiten van een morganatisch huwelijk afzagen van de rechten op de troon voor zichzelf en hun nazaten en daardoor van prins tot graaf werden, schoof Elisabeth op naar een hogere positie, ook doordat ze niet trouwde en geen kinderen had. Op grond van een besluit van de Folketing kreeg ze geen apanage, in tegenstelling tot haar broer Ingolf, al was die geen lid meer van het koningshuis. 

## Leven en werk
Elisabeth van Denemarken volgde opleidingen in Lausanne en Kopenhagen. Van 1956 tot 2001 had ze een kantoorfunctie op het Ministerie van Buitenlandse Zaken. Ze werkte verschillende malen in het buitenland, onder meer op de Deense ambassade in Washington (1973-1976 en 1981-1985) en bij de Deense VN-missie in Genève (1989-1993). Ze was sinds 1962 ridder in de Orde van de Olifant.
Ze leefde 25 jaar samen met de filmregisseur en -producent Claus Hermansen, tot zijn overlijden in 1997. Daarna was van 2000 tot 2004 de architect en industrieel ontwerper Klavs Nørregaard Helweg-Larsen haar partner. Ze bewoonde sinds 2014 Damebygningen ('het damesgebouw'), een vrijliggende vleugel van het koninklijk Slot Sorgenfri waar ze opgegroeid was, in Kongens Lyngby aan de noordkant van Kopenhagen. Na een lang ziekbed overleed ze op 19 juni 2018.

## Titels en predicaten
- 8 juli 1935 - 17 juni 1944: Hare Hoogheid Prinses Elisabeth van Denemarken en IJsland
- 17 juni 1944 - 5 juni 1953: Hare Hoogheid Prinses Elisabeth van Denemarken
- 5 juni 1953 - 19 juni 2018: Hare Hoogheid Prinses Elisabeth naar Denemarken